# Xiaomi Mi Smart Band 6

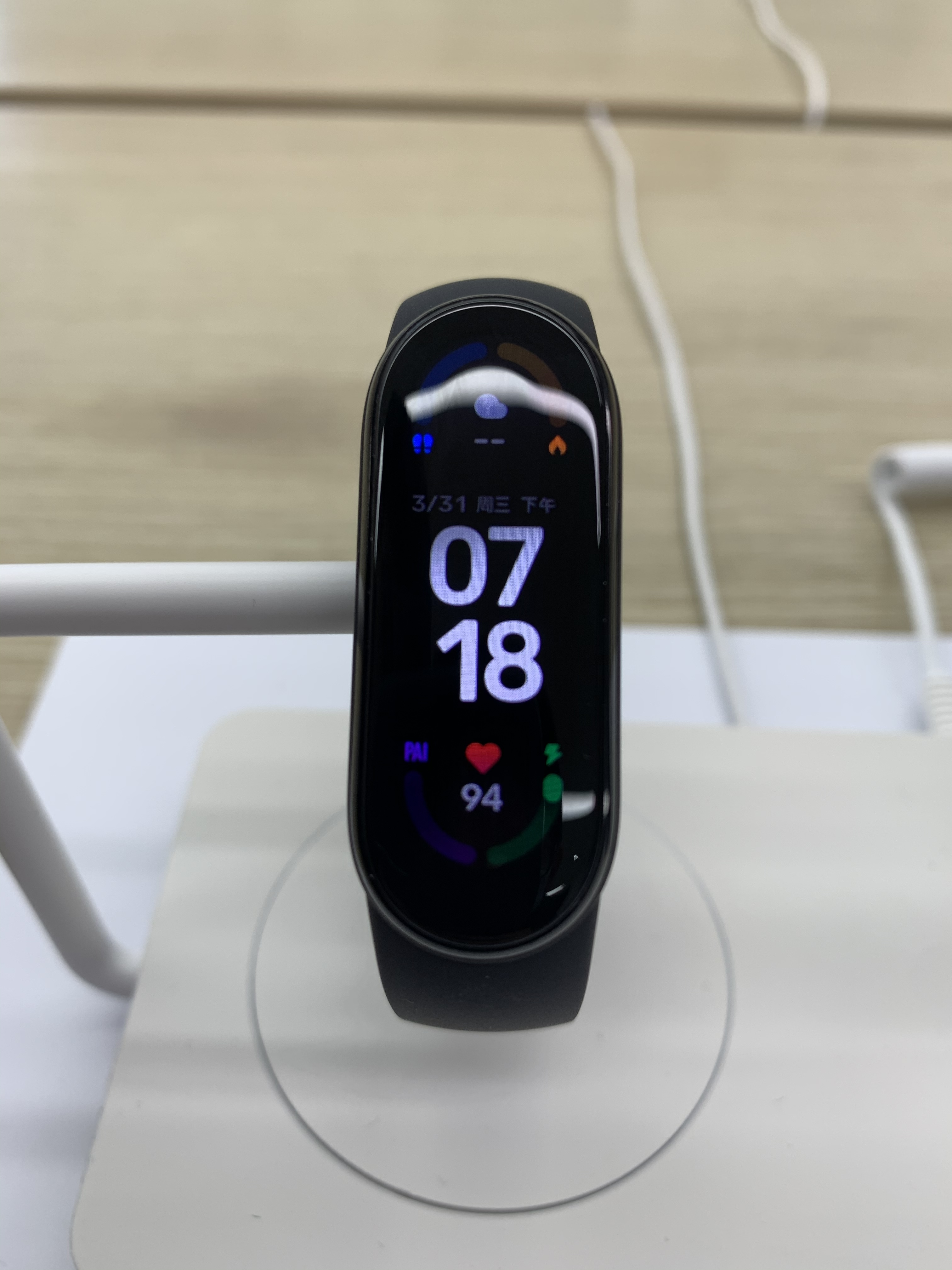
Schermata principale del dispositivo

Lo Xiaomi Mi Smart Band 6 (o Mi Band 6) è un fitness tracker prodotto da Xiaomi, annunciato il 29 marzo 2021 in Cina e reso acquistabile nello stesso paese dal 2 aprile 2021.
Il bracciale viene venduto anche con una variante NFC che consente di pagare nei negozi con carta di credito e di sbloccare il proprio PC Windows con Windows Hello. Le funzioni di monitoraggio sono molteplici tra cui il tracking 24/7 del battito cardiaco, l'ossigenazione del sangue e le statistiche sul sonno.
Il successore della Xiaomi Mi Smart Band 6 è stata la Xiaomi Mi Band 7 annunciata nel maggio 2022.
Mentre il suo predecessore ovvero la Xiaomi Mi Band 5 è stata annunciata nel giugno 2020.